# Johann Wendtseisen
Johann Wendtseisen (* 16. Jahrhundert oder 17. Jahrhundert; † 28. März 1689 in Radkersburg) war ein steirischer weltlicher Hexenrichter und Hexenschriftsteller im 17. Jahrhundert.

## Leben

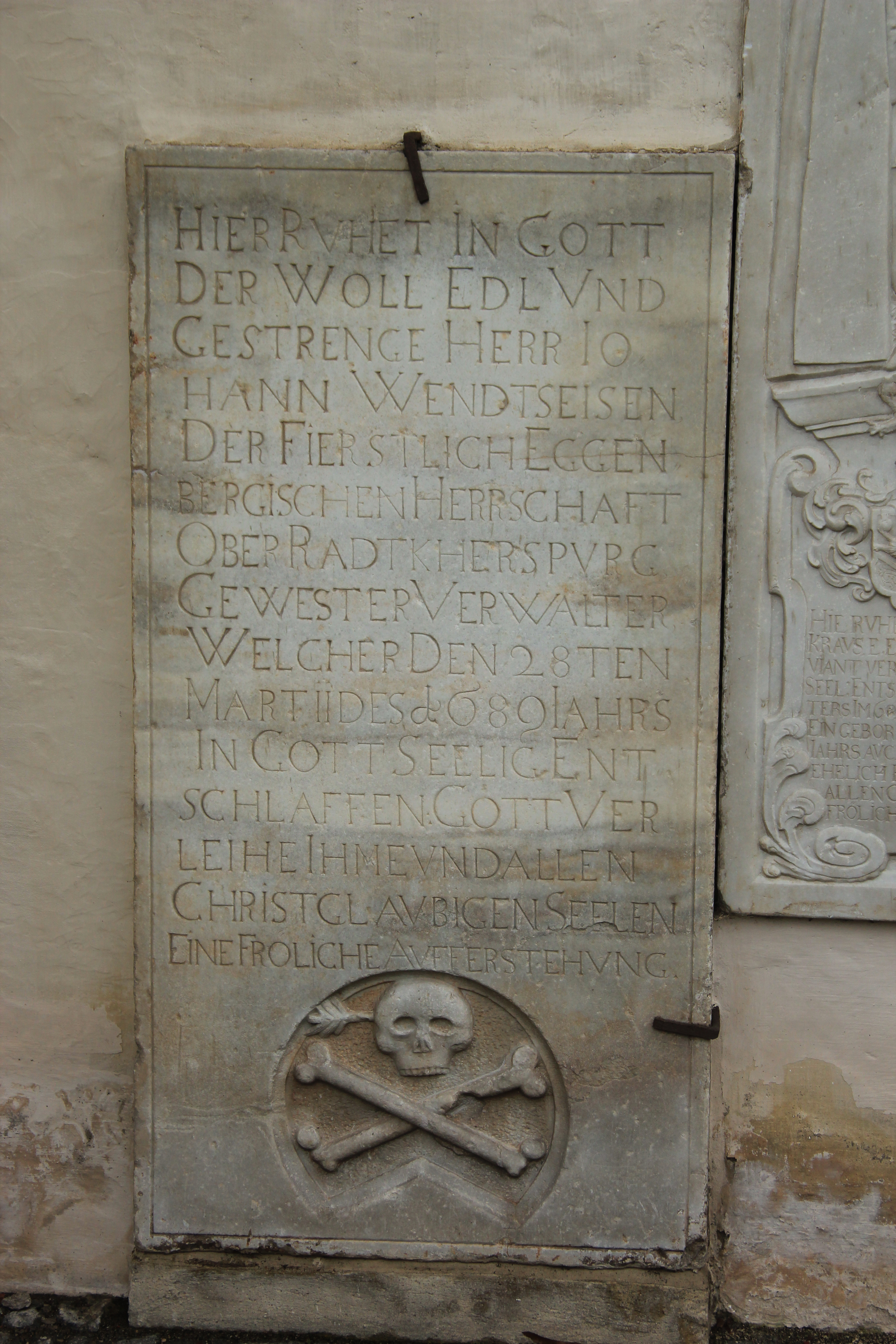
Epitaph Wendtseisens an der Stadtpfarrkirche Bad Radkersburg

Wendtseisen stammte aus einer Radkersburger Ratsbürgerfamilie. Er war 1673 als Radkersburger Stadtrichter und 1679 als Stadtschreiber genannt. Im selben Jahr wurde er jedoch aus dem Stadtrat entlassen, Grund dafür waren seine Bestechlichkeit und Gier. Trotz seiner Wiedereinsetzung als Stadtschreiber durch die innerösterreichische Regierung hatte er wenig Rückhalt, deshalb wurde er zum Landgerichtsverwalter der Herrschaft Ober-Radkersburg.
Bekannt war Wendtseisen vor allem als Hexenrichter von 1671 bis 1685, in jener Zeit, in der die Verfolgung von Hexerei in der Steiermark ihren blutigen Höhepunkt erreicht hatte. Er arbeitete eng mit der innerösterreichischen Regierung zusammen und erhielt den dafür nötigen Rückhalt. Aufgrund seiner brutalen Vorgangsweise wird er auch als der „steirische Hexenhammer“ bezeichnet, denn ihm fielen in der Unter- und Südoststeiermark mindestens 50 Frauen zum Opfer. Wo immer es ging, versuchte er die Einmischung von Geistlichen in die Verfahren zu verhindern, die ihrerseits bestrebt waren, unter Folter erzwungene Geständnisse zu revidieren. Nach seinem Tod wurde Wendtseisen in Radkersburg begraben.

## Schrift
Von Wendtseisen ist eine juristische Abhandlung über die Aufdeckung und Aburteilung von Hexerei erhalten, die seine eigene Praxis und die Praxis der Zeit widerspiegelt. Der Text, der nicht im Druck erschien, ist nur in einer Abschrift aus dem Jahr 1699 erhalten:
Tractatus judiciarius, daß ist berühtliche handlung von dem abscheuhlichen laster der zauberey was dasselbige seye wohero es entspringd, wie es aus zu rotten und durh was es zu erforschen, so dan darmit gerühtlichen zu procediern und endlichen zu bestraffen ist. So alles auß denen constitutionibus Caroli V. Imperatoris und andern geistlich: auch weltlichen Do. Do. und bewehrten criminalisten genomben, auch thails selbsten in die 20 jahr abgeführten zauberüschen prozessen observiert durch herrn Johannem WendtsEysen gewesten stattrüchtern undt ratt sindicum zu Radtkherspurg, zu seiner nahricht, oder etwan andern auch unerfahrnen dergleühen beambten hieraus mit seinen observationen bey zu stehen, zu samben colligirt und beschrüben worden.